# Urbán-Szabó Fanni
Urbán-Szabó Fanni (? –) magyar színésznő.

## Életpályája
A budapesti Vörösmarty Mihály Gimnázium drámatagozatán érettségizett. 2015-2017 között a Pesti Magyar Színiakadémián tanult. 2017-2022 között a Kaposvári Egyetem színész szakának hallgatója volt, Bozsik Yvette és Bakos-Kiss Gábor osztályában. Egyetemi gyakorlatát a nyíregyházi Móricz Zsigmond Színházban töltötte. Szinkronizálással is foglalkozik.

## Színházi szerepei

### Győri Nemzeti Színház
- Valahol Európában (2023) ...Suhanc/Éva

### Jászai Mari Színház
- Játszd újra, Sam! (2024) ...Nancy
- Kétely (2024) ...James nővér
- Farsang (2023) ...Didina Mazu
- Amadeus (2023) ...Constanze
- Te édes, de jó vagy, légy más (2022)

### József Attila Színház
- Sírpiknik (2023) ...Mildred

### Vörösmarty Színház
- Fame - A hírnév ára (2021) ...Mabel[7]

### Móricz Zsigmond Színház
- Váratlan vendég (2022) ...Sheila Birling
- Idétlen időkig (2021) ...Rita Hanson
- Közellenség (2021) ...Antónia nővér
- Édes Charity (2020) ...Franchie

## Filmes és televíziós szerepei
- Lélekpark (2022)
- Második kör (2020)
- Oltári csajok ...Hegyi Karola